# Prince William Forest Park
Le Prince William Forest Park est une aire protégée américaine dans les comtés de Prince William et Stafford, en Virginie. Créé en 1936 sous le nom de Chopawamsic Recreational Demonstration Area, il est administré par le National Park Service.